# The Water (låt med Johnny Flynn)
The Water är en singel av Johnny Flynn, sjungen i duett med Laura Marling. Singeln släpptes 1 november 2010, från skivan Been Listening som släpptes 7 juni 2010, och fick ett positivt mottagande av bland andra BBC.